# Spongata
La spongata, o spungata, è un dolce tipico del periodo natalizio diffuso in alcune zone delle province di Piacenza, Parma, Reggio Emilia, Modena, Massa-Carrara e La Spezia.

## Origine del nome e storia
Il nome deriva probabilmente da spongia, spugna, per l'aspetto spugnoso e irregolare della sua superficie.
la leggenda culinaria vuole che la spongata  sia un dolce di antiche tradizioni di ebrei spagnoli , tanto che la spongata fu inviata in dono al duca Francesco Sforza di Milano nel 1454. I primi luoghi che si contendono la produzione artigianale sono Brescello, Pontremoli, Fivizzano e Sarzana. Famosa è quella di Busseto.

## Diffusione
I primi luoghi che si contendono la produzione artigianale sono Piacenza (Monticelli d'Ongina, Cortemaggiore, Fiorenzuola e la Val d'Arda), Parma (Berceto, Borgo Val di Taro, Busseto, Bardone e Cassio di Terenzo, Corniglio, Fornovo di Taro, Monchio delle Corti, Salsomaggiore Terme, Soragna, Pellegrino Parmense), Reggio Emilia (Brescello e Poviglio), Modena (Carpi e Fanano), Massa-Carrara (Pontremoli, Fivizzano e terre di Lunigiana), La Spezia (Ameglia, Sarzana ed entroterra spezzino), Imperia (Seborga) e Mantova. Famosa è quella di Busseto, valorizzata e molto apprezzata anche da Giuseppe Verdi, musicista ma anche noto gourmet.

## Descrizione
È una torta con una base di pasta simile alla pasta brisée, riempita con marmellata di mele e pere, frutta candita, pinoli e mandorle, e ricoperta da un secondo strato di sfoglia. Questo strato viene bucherellato fittamente per facilitarne la cottura in forno e infine modellato con uno stampo di legno.

## Riconoscimenti di tipicità
La Regione Emilia-Romagna ha ottenuto dal Ministero delle politiche agricole alimentari e forestali il riconoscimento dei seguenti prodotti tipici:
- Spongata di Busseto
- Spongata di Corniglio
- Spongata di Pracchiola
- Spongata, spunghèda
- Spongata di Piacenza, spungada, spungheda
- Spongata di Reggio Emilia
- Spongata, spunghéda
- Spongata della Lunigiana
- Spungata di Sarzana ed entroterra spezzino